# 古斯塔夫·鲁西
古斯塔夫·鲁西（英語：Gustave Roussy，發音：[ɡystav ʁusi]；1874年11月24日—1948年9月30日）是一位瑞士裔法国神经病理学家，出生于瑞士的沃韦，1925在巴黎大学获得神經內科博士学位，1926年与同事共同发现了一种周围神经系统疾病，Roussy—Levy综合征。

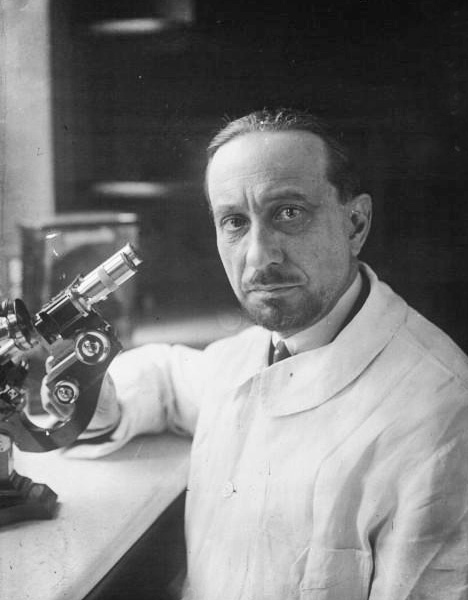
1927年的古斯塔夫·鲁西